# فولفغانغ (كونت بالاتينات-تسفايبروكن)
فولفغانغ كونت بالاتينات-تسفايبروكن (بالألمانية: Pfalzgraf Wolfgang von Zweibrücken؛ 26 سبتمبر 1526 - 11 يونيو 1569)؛ هو عضو من سلالة فيتلسباخ بحيث يتنمى إلى فرع كونتات بالاتينات، وأيضا أصبح دوق تسفايبروكن منذ عام 1532 أولاً تحت وصاية عمه روبرت (لاحقًا أصبح كونت بالاتينات-فيلدنتس)؛ جلب فولفغانغ الإصلاح إلى أراضيه في وقت مبكر من عام 1537.

## السيرة الذاتية
فولفغانغ هو الابن لودفيغ الثاني كونت بالاتيبنات-تسفايبروكن وزوجته إليزابيث ابنة عم فيليب الشهم لاندغراف هسن، توفي والده في عام 1532 لذلك انتقلت وصاية إلى عمه الأصغر روبرت والتي استمرت حتى عام 1543، وفي عام 1548 احتل الإمبراطور الروماني المقدس شارلكان أراضيه البروتستانتية وأعاد الممارسات الكاثوليكية فيها، انتهى هذا الفرض في عام 1552، ومع صلح اوغسبورغ في عام 1555 انتهى الصراع الديني، وفي عام 1557 تم علمنة العديد من الدول الكنسية في ألمانيا، وحصل فولفغانغ على عدد قليل منها، وكذلك في نفس العام استلم فولفغانغ إقليم بالاتينات-نيوبورغ وفقًا لاتفاق هايدلبرغ، وفي عام 1566 أصبح ضابطاً في سلاح الفرسان خلال الحروب التركية.
في عام 1569 لبى لمساعدة الهوغونوتيون الفرنسيين بـ 14000 من المرتزقة خلال "الحرب الثالثة" خلال سلسلة حروب فرنسا الدينية تم تمويل تدخله جزئيًا من قبل إليزابيث الأولى ملكة إنجلترا، تمكن من غزو منطقة البرغونية ، لكنه قتل في الصراع، وتم دفنه في مايزنهايم.

## الذرية
تزوج منذ 24 فبراير 1544 من آنا ابنة الثانية لاندغراف هسن فيليب الشهم وزوجته كريستين من ساكسونيا، وأنجبت له:-
- كريستين (1546–1619)
- فيليب لودفيغ (1547–1614)؛ كونت بالاتينات-نيوبورغ، تزوج من الأميرة آنا من كليفه، لهم ذرية.
- يوهان الأول (1550-1604)؛ كونت بالاتينات-تسفايبروكن، تزوج من الأميرة ماغدالين شقيقة الأميرة آنا، لهم ذرية.
- دوروثي أغنيس (1551-1552).
- إليزابيث (1553-1554).
- آنا (1554-1576).
- إليزابيث (1555–1625)
- أوتو هاينريش (1556-1604)؛ كونت بالاتينات-زولتسباخ، تزوج من دوروثيا ماريا من فورتمبيرغ، ليس لديهم ابناء.
- فريدرش (1557-1597)؛ كونت بالاتينات-فوهنشتراوس-باركشتاين، تزوج من كاثرين صوفي من لغنيتسا، لهم أبناء توفوا صغاراً.
- باربرا (1559–1618)؛ تزوج عام 1591 الكونت غوتفريد كونت أوتينغن-أوتينغن، لهم ابنة واحدة توفيت صغيرة.
- كارل الأول (1560–1600)؛ كونت بالاتينات -تسفايبروكن-بيركنفلد، تزوج من ماريا دوروثيا من بروانشفايغ-لونبورغ، لهم ذرية.
- ماريا إليزابيث (1561–1629)؛ تزوجت من إميش الثاني عشر كونت لينينغن-داجسبورغ-هاردنبرغ.
- سوزانا (1564-1565).

## الخلافة
عندما توفي والده، أصبح عمه روبرت بمثابة الوصي عليه، وفي عام 1543 عندما بلغ سن البلوغ وتولى مسئولية المنصب وأصدر وفاق ماربورغ والتي منح لعمه روبرت كونتية فيلدنتس.
بعد وفاته تم تقسيم أراضيه بين أبنائه الخمسة الذين أنشأوا بعد ذلك ثلاثة فروع: فيليب لودفيغ (أسرة بالاتينات-نيوبورغ)؛ ويوهان (أسرة بالاتينات-تسفايبروكن) وكارل (أسرة بالاتينات-بيركنفلد)، في حين لم يكن لأوتو هاينريش وفريدرش أبناء على قيد الحياة.
منذ 1685 ورث آل بالاتينات-نيوبورغ انتخابية بالاتينات وأيضا ورث أحد فروعها بالاتينات-زولتسباخ بافاريا منذ عام 1777 إلى جانب بالاتينات، ثم ورث آل بالاتينات-بيركنفلد انتخابيتين بالاتينات وبافاريا منذ 1799، ومنذ 1806 أصبحت مملكة بافاريا، في حين وصل آل بالاتينات-تسفايبروكن إلى العرش السويدي منذ عام 1654 حتى 1720 من خلال أحد فروعه بالاتينات-كليبورغ، رغم انقراض نسل الذكوري منذ 1741 إلا أن من خلال نسل الأنثوية يعتبر فولفغانغ سليل العائلة المالكة السويدية الحالية.